# Gandhinagar (huyện)
Huyện Gandhinagar là một huyện thuộc bang Gujarat, Ấn Độ. Thủ phủ huyện Gandhinagar đóng ở Gandhinagar. Huyện Gandhinagar có diện tích 649 ki lô mét vuông. Đến thời điểm năm 2001, huyện Gandhinagar có dân số 1334731 người.